# 河川作用

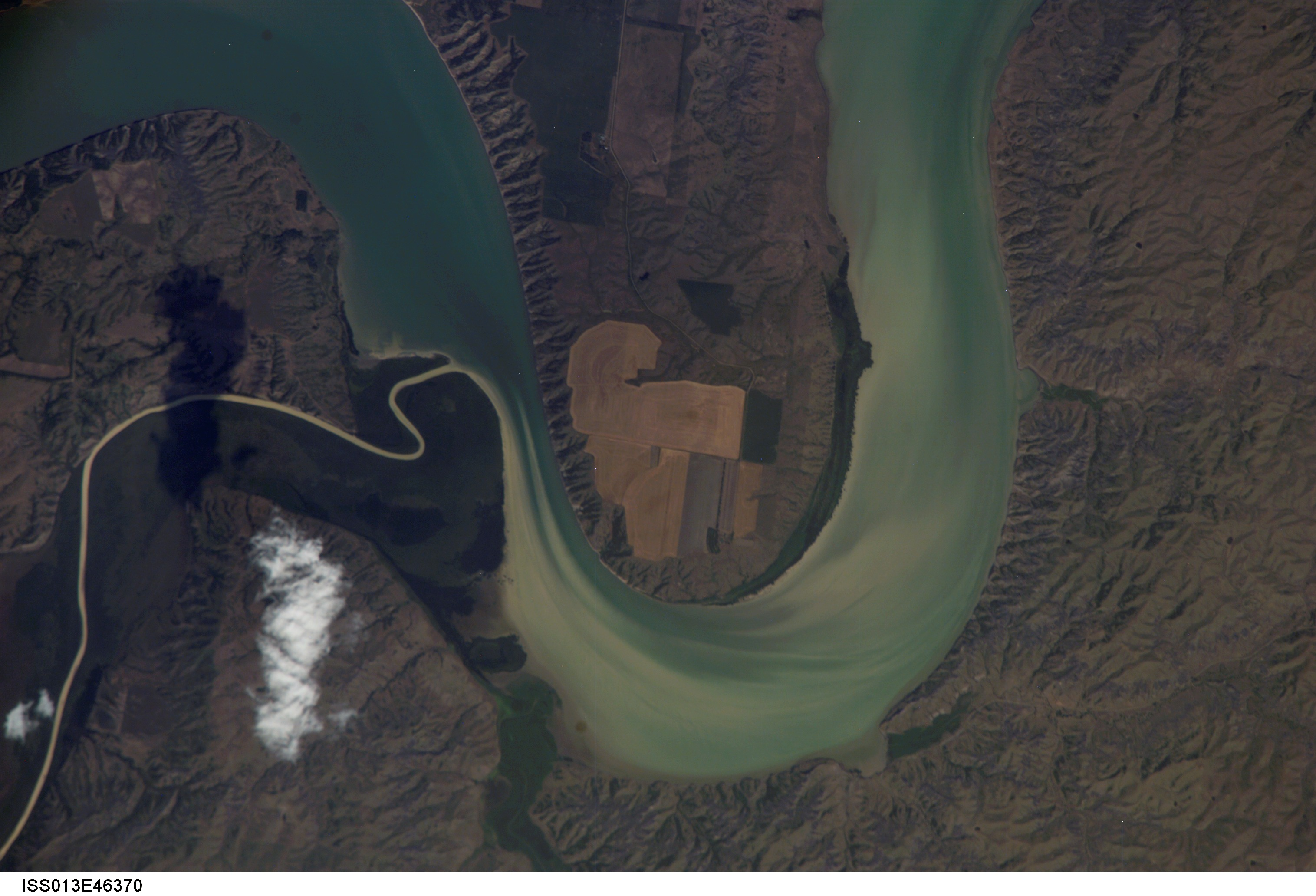
2006年7月3日に国際宇宙ステーションから撮影された、サウスダコタ州を流れるミズーリ川とバッドランズから流れ出るホワイト川の合流地点

河川作用（かせんさよう、英語: fluvial process）は、河川などの流水による作用の総称であり、河床における侵食作用・運搬作用・堆積作用が含まれる。氷河や氷床によるものを含める場合もあり、その際は特にglaciofluvialやfluvioglacialなどの用語が使用される。

## 概要
河川の水流が運ぶ物質量は膨大である。例えばアメリカ合衆国を流れるミシシッピ川は「the Big Muddy（→大きな濁り）」と呼ばれ、中国を流れる黄河は文字通り「黄色い川」という意味である。それぞれ年間4億600万トンと7億9600万トンの土砂を海へと輸送していると考えられる。他にもイタリアのポー川は年間6700万トンの土砂を運んでいる。

## 河川作用の例

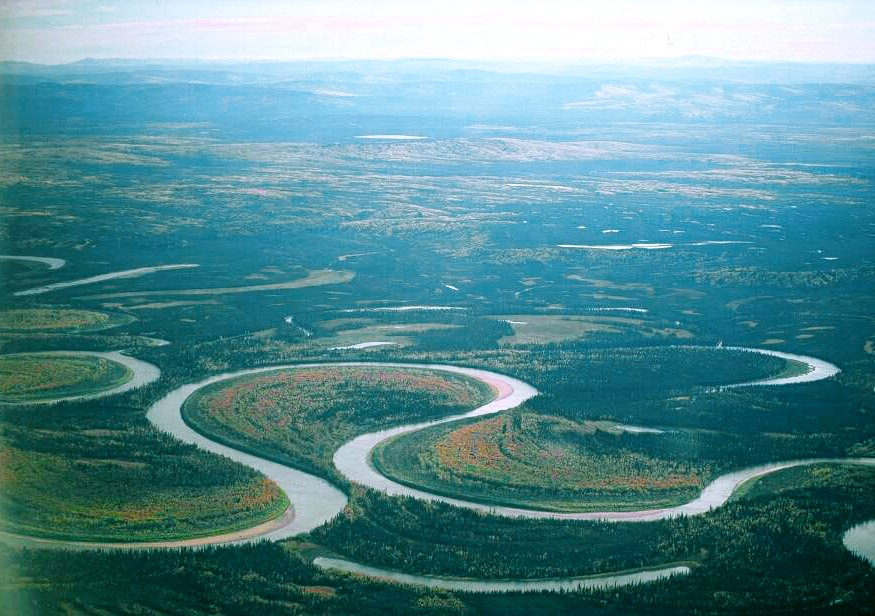
蛇行するユーコン川の支流であるノウィトナ川。三日月湖も見られる。

ここでは河川作用の例を示す。

### 河川作用そのもの
- 侵食作用
  - en:Bradshaw model
  - 下刻 - 英: Downcutting。河川が川底を削る作用のこと。
  - 懸濁液 - 泥水など濁った液体のこと。
  - 磨食（英語版） - 英: abrasion。侵食の中でも特に長期間にわたって摩耗が行われること。
- 運搬作用
  - 躍動
- 堆積作用

### 河川作用に伴って形成される地形など
- en:Channel pattern - 水道も参照。
  - 網状流路 - 川筋が多く分かれた状態のこと。
  - 蛇行 - 河川が曲がりくねって進むこと。
- 合流（英語版） - 2以上の河川がそれ未満の河川となること。
- 侵食崖 - 侵食作用によって形成される斜面。
- クレバススプレー - 堤防が破壊されたときに形成される堆積物及びその層。
- エスカー - 氷河によって形成される細長い線状の地形。
- 氾濫原 - 河川が氾濫しうる範囲に所在する低地のこと。
- 河岸段丘 - 河川の流路に沿って形成される、平坦な部分と急な崖の部分が交互に現れる階段状の地形のこと。
- 峡谷 - V字谷（ブイじこく）とも呼ばれる、谷底平野を持たない険しい谷のこと。
- ガリ - 雨裂とも呼ばれる、主に軟らかい堆積物の表面に見られうる侵食地形のこと。
- 自然堤防 - 河川に沿って形成される微高地のこと。
- 三日月湖 - 切り離された旧河道内に水が溜まっている主にU字型の池。
- 滝壺 - 滝の下部に存在しうる、強い侵食によって作られた相対的に深い淵のこと。
- ポイントバー - 河川の曲流において内側に形成される、堆積物によって作られた場所のこと。滑走斜面（英語版）も参照。
- 浅瀬 - 水深が極めて浅い水域のこと。
- 三角州 - 主に河川の河口において、河川が運搬したものが堆積し形成される場所。
- 中州 - 河川において、その流れの中にある陸地のこと。
- 渓谷 - 河川によって形成された谷のこと。
- 砂州 - 主に海岸に見られる、細長い堆積地形のこと。
- 湧水 - 地表に地下水が湧き出てくること。またその水。
- 淵 - 川の中で水深が深く、流れが安定している場所のこと。
- en:Yazoo stream - 氾濫原の中で、大きな河川とほぼ平行に流れる小さな河川のこと。いわゆるネイティブ・アメリカンですでに消滅させられたヤズー族（英語版）に由来する。